# Бернар д’Арманьяк-Фезансаге
Берна́р д’Арманьяк (фр. Bernard de Fézensaguet; ок. 1155 — 1202) — виконт де Фезансаге.
Его происхождение до конца не ясно. Существуют две основных версии:
- сын Одона де Ломаня, сеньора де Фирмакона и Маскарозы д’Арманьяк, дочери Жеро III, графа д’Арманьяка.
- сын Одона д’Арманьяка (ок. 1138 — 1204), виконта де Ломаня, сына Жеро III, графа д’Арманьяка, и Маты де Монлезен, виконтессы д’Овиллар.

Тем не менее, обе версии сходятся на том, что он был племянником Бернара IV, графа д’Арманьяка.
Более древние исследователи, в том числе и отец Ансельм, ничего о нём не упоминают, а его детей приписывают Бернару IV, графу д’Арманьяку.
Принято считать, что его дядя, Бернар IV, не имея детей, усыновил его в 1182 году, объявил его своим наследником и выделил для него из графства Фезансак виконтство Фезансаге (маленький Фезансак). Тот факт, что к этому времени у Бернара IV уже был сын, будущий Жеро IV, почему-то никого не смущает.
Ок. 1172 года он женился на Жеральдессе (или Жеральде) де Фуа, дочери Роже-Бернара I, графа де Фуа, от которой у него были:
Бернар д’Арманьяк (ум. 1200).
Жеро д’Арманьяк (1175—1219), виконт де Фезансаге, затем — граф д’Арманьяк и де Фезансак.
Арно-Бернар д’Арманьяк (ум. 1226).
Одон д’Арманьяк (ум. 1229).
Роже д’Арманьяк (1190—1245), виконт де Фезансаге.